# MSC Flaminia
Le MSC Flaminia est un porte-conteneurs naviguant sous pavillon Maltais pour le compte de la Mediterranean Shipping Company (MSC).
Un incendie s'est déclaré à son bord le 14 juillet 2012 alors qu'il était au centre de l'Atlantique Nord.

L'équipage a quitté le navire.
Selon son commandement (allemand) le bateau contenait 151 conteneurs étiquetés dangereux (sur 2 876 selon le Centre de documentation de recherche et d'expérimentation sur les pollutions accidentelles des eaux (CEDRE)), contenant des solvants inflammables et des produits toxiques (dont du PCB qui a brûlé).
Les trois derniers incendies de ce type et de cette importance étaient en 2006 celui du Hyundai Fortune (avec dans ce cas une coque gravement endommagée), et ceux du Hanjin Pennsylvania (2002, au large du Sri Lanka) et du CMA Djakarta (1999, en Méditerranée).

## Description

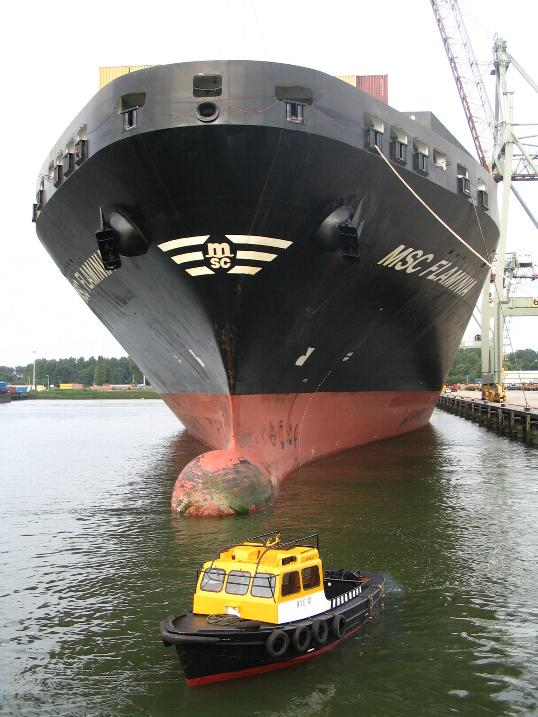
Proue du MSC Flaminia (au port, aux Pays-Bas)

Ce navire est un porte-conteneurs dit post-Panamax ou over-Panamax. MSC possède neuf navires identiques dont le MSC Luisa et Hapag Lloyd en a eu 4 supplémentaires sous pavillon.
Sa capacité est de 6 750 EVP.
Il mesure près de 300 mètres de long, et a un port en lourd de 85 823 tonnes.

## Histoire
Il a été construit en 2001 en Corée du Sud par Daewoo Shipbuilding & Marine Engineering.
Gravement endommagé mais jugé réparable, il a été reconstruit en Roumanie aux Chantiers Navals Daewoo (en) de Mangalia. À cette occasion, la partie centrale brûlée a été remplacée et, pour rendre le navire plus efficient, un nouveau bulbe de proue, un turbocompresseur amélioré et des améliorations électriques ont été ajoutés.

### Incendie de 2012
Le 14 juillet 2012, alors que le navire traversait l'océan Atlantique en provenance de Charleston (États-Unis) et à destination du Havre (France) puis d'Anvers (Belgique), une explosion a lieu à bord.
L'explosion déclenche un incendie dans le panneau de chargement no 4.
Le navire était alors au milieu de l'Atlantique Nord.
Une alerte est déclenchée par l'équipage, mobilisant les garde-côtes britanniques pour la coordination des secours.
Un marin trouve la mort à la suite de ses blessures, un autre est porté disparu alors qu'il tentait d'éteindre le feu et un troisième est gravement brûlé.

## Les secours
Trois marins blessés sont évacués par un autre navire en direction des Açores par un navire de commerce, dérouté dans le cadre des opérations de secours, tandis qu’un autre navire de commerce, le pétrolier DS Couronne transporte le reste de l'équipage (Allemands, Polonais, Philippins) vers Southampton ou Falmouth en Angleterre.
Le navire dérive durant quatre jours, puis tracté par trois remorqueurs de la société néerlandaise Smit Salvage, mandatée par l'armateur. Ces remorqueurs parviennent à canaliser puis contrôler le feu par des lances à eau, mais le MSC Flaminia prend une gîte de 11 degrés due à la quantité d'eau embarquée.

## Accident et abandon du navire
À 10 h 7 le dimanche, les garde-côtes de Falmouth ont reçu et relayé un appel de détresse et l'annonce de l'abandon du navire par l'équipage (24 personnes dans un canot de sauvetage et un radeau de sauvetage). Aucun hélicoptère de secours n'a pu être envoyé à ce moment, car le navire était situé trop loin des côtes et des navires en disposant. Six navires se sont déroutés pour porter secours au Flaminia, mais il leur fallait 6 h pour arriver. À ce moment, les conditions météorologiques étaient sur scène des vents de force 3-4 avec une houle d'un mètre environ.
Le 18 juillet, une seconde explosion a lieu. Le feu fait rage durant 4 jours, et l'incendie n'est jugé maîtrisé que le 23 juillet, mais la température de la coque est surveillée à distance au moyen d'un « thermomètre-laser », afin de reprendre le refroidissement par pulvérisation d'eau si nécessaire.
Le 28 juillet le MSC Flaminia arrive à 140 milles nautiques des côtes anglaises.
24 août, alors que le navire, remorqué à la vitesse de 3 à 5 nœuds (d'abord par trois remorqueurs affrétés par les néerlandais, le Carlo Magno, le Fairmount Expedition et l’Anglian Sovereign puis par les deux derniers était arrivé à environ 40 milles nautiques (+/- 74 km) au sud-ouest de l'Angleterre, le bateau avait perdu la moitié de sa cargaison brulée ou perdue en mer et la température à bord était encore de 60 degrés ; « Ce n'est pas une combustion vive, ça reste chaud mais l'incendie n'est pas fondamentalement actif (...) Le bateau ne présente aucun danger de pollution, aucune fissure sur la coque », selon le préfet maritime.
Après avoir (le 10 août) reçu une expertise du cabinet indépendant Germanischer Lloyd, également envoyée au Royaume-Uni, Espagne, Irlande, Belgique) estimant que le navire peut être remorqué car encore apte à naviguer, les autorités françaises (préfecture maritime) ont annoncé le 24 août qu'à la suite de l'amélioration de sa gîte (par transfert des eaux d'extinction de l'incendie vers les ballasts) et du contrôle de l'incendie, il était autorisé à emprunter la Manche (sous réserve de confirmation de cette amélioration par une inspection franco-anglaise à bord) puis le rail du pas de Calais après qu'il fut entré (« vraisemblablement » le 25 ou 26 août 2012) dans les eaux françaises, afin d'atteindre son port d'accueil allemand (le Jade Weser Port (nouveau port à conteneurs de Wilhelmshaven) le 31 août ou le 1er septembre. Selon les premiers communiqués disponibles, les produits dangereux transportés seraient uniquement des alcools à brûler et des produits ménagers de supermarché, mais cette affirmation sera pondérée (le 28 août) par une déclaration de Helmut Ponath, PDG de l'armateur (BSN) qui rappellera que « des marchandises dangereuses sont transportées sur tous les navires porte-conteneurs modernes. Nos navires transportent jusqu'à 11 000 EVP et il est normal que les marchandises dangereuses — par exemple des produits chimiques pour l'industrie allemande — soient parmi eux. Tout le monde doit être conscient de cela » rapportée par Spill International, une plateforme internationale de travail et de partage sur la prévention, préparation et réponse et restauration des marées noires et pollutions marines.

Le gestionnaire du navire (Reederei NSB) et le commandement général allemand des urgences maritimes ont annoncé que le bateau serait tracté jusqu’à la baie Allemande (baie située au sud-est de la mer du Nord à environ 12 milles de l’archipel allemand d’Heligoland pour vérifier l'état de la coque et planifier le déchargement des 2 876 conteneurs) avant remorquage jusque Wilhelmshaven où se feront les réparations ou un démantèlement.
Le 31 août, le cargo entrait dans la Manche (zone sous responsabilité britannique, tracté par un remorqueur et escorté par deux autres navires, à environ 55 km de la pointe anglaise de Penzance), pour entrer le lendemain (1er septembre vers midi) dans les eaux territoriales françaises puis s'insérer dans le « rail » (dispositif de séparation de trafic de la Manche) au nord de la fosse des Casquets en fin de journée, à la vitesse de 3 à 5 nœuds, pour passer le pas de Calais deux jours plus tard (lundi), surveillé par le CROSS du cap Gris nez.

## Enjeux et polémiques

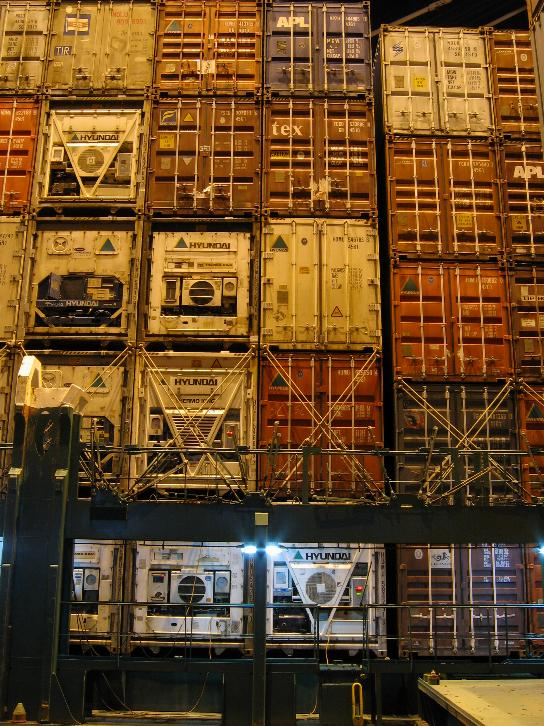
Les conteneurs réfrigérés contiennent des gaz frigorigènes.
Une des pistes explicatives du début d'incendie pourrait être l'explosion d'un système de réfrigération de conteneur illégalement rechargé avec un gaz frigorigène contrefait (chloré ou contaminé par du chlore) ; de nombreuses autres causes étant également possibles.

Enjeux de sécurité maritime et risques de pollution marine et de l'air
Le risque principal était que le bateau coule en plein Atlantique ou près des côtes après que sa cargaison a brûlé, ou en répandant les milliers de tonnes de fioul que contenaient ses réservoirs.

Ceci a pu être évité, mais deux phases d'incendie ont duré plusieurs jours, générant de hautes températures et d'épaisses fumées. Également, les eaux d'extinction sont inévitablement chargées de toxines issues de l'incendie et de son extinction (expertise en cours fin août 2012). Plus de 50 % des 2 876 conteneurs transportés ont été totalement brûlés ou abîmés, laissant peut-être pour certains encore échapper des contenus toxiques.

Les fumées d'incendies ont inévitablement été source de pollution de l'air sous le vent de l'incendie, le panache de fumée visible s'étendant sur des dizaines de kilomètres.
Des PCB. Un mois et demi après le premier incendie, l'ONG française Robin des Bois a révélé (avec confirmation par la préfecture maritime de la Manche et de la mer du Nord) que — contrairement à ce qu'avaient annoncé les médias et autorités — il n'y avait pas que de l'alcool à brûler et des produits ménagers comme produits qualifiés de « substances dangereuses » dans les conteneurs transportés.

Dans les cinq pages décrivant la liste de produits figurent notamment une grande quantité de polychlorobiphényles (PCB ; « cancérigènes probables », d'utilisation interdite en France depuis 1987). Le Flaminia en transportait environ 40 tonnes. Ces PCB provenaient de la société SEM Trédi et embarqués au Mexique. Ils étaient destinés à une usine Trédi française, autre filiale du groupe Séché, usine située à Saint-Vulbas (Ain) ; seule unité agréée dans le monde pour décontaminer et éliminer les PCB. Selon cette entreprise, il s'agirait à 95 % de contenus huileux de transformateurs, et d'EPI (équipements de protection individuelle) utilisés lors d'opérations de conditionnement des PCB ; ils étaient légalement transportés, selon l'usine Trédi qui devait les recevoir après débarquement au port du Havre. Trédi a d'abord annoncé à l'AFP que les conteneurs contenant des PCB n'avaient pas été endommagés. Mais selon le « Centre allemand des urgences maritimes » (annonce faite le 30 août 2012), ces PCB ont brûlé dans l'incendie .

Si ces PCB ont effectivement brûlé, cela signifie qu'il y a eu, à la suite des réactions de pyrolyse,,, des PCB une émission aérienne probablement importante de dioxines et d'autres organochlorés toxiques tels que des furanes,,, et probablement des Dibenzo-p-dioxines (PCDD), des polychlorodibenzofuranes (PCDF), divers hydrocarbures aromatiques polycycliques (HAP), ainsi que des hydrocarbures aromatiques polyhalogénés (PHAHs) et du chlorure d'hydrogène, ensemble de produits pouvant également se retrouver dans les cales du navire dans les suies, résidus et eaux d'extinction.

De plus les chlorures présents dans l'eau de mer utilisée pour éteindre le bois des conteneurs brûlant à haute température ont été une source supplémentaire d'organochlorés (dont des PCB, PCDD et PCDF,).
D'autres produits dangereux étaient présents à bord. C'est le cas de fûts de dioxane (éther), d'isopropylamine et de nitrométhane (gaz explosif).
Autres enjeux
Des enjeux de coopération et de retour d'expérience existent aussi (l'autorité maritime doit en France « associer ses homologues étrangers aux retours d'expérience qu'elle organise sur les situations réellement rencontrées ainsi que sur les exercices organisés en commun »).
Des enjeux généraux de sécurité existent pour les navires et les ports et transports, car si l'origine des explosions et de l'incendie n'a pas encore pu été précisée, plusieurs accidents de ce type semblent avoir été liés à l'utilisation frauduleuse d'un gaz frigorigène contaminé dans les compresseurs de certains systèmes de réfrigération de conteneurs ; Quelques compresseurs de conteneurs frigorifiques ont en effet spontanément et violemment explosé pour des raisons peu claires, mais toujours après avoir été rechargés ou « complétés » à l'aide de gaz contaminé alors qu'ils ne devraient normalement contenir que de l'huile polyol-ester et un réfrigérant de type R22 ou HFC-134a (1,1,1,2-Tétrafluoroéthane) non susceptibles d'exploser. Lors d'accidents antérieurs, l'analyse des restes d'unités réfrigérantes éclatées montre qu'elles ont été rongées par un composé chloré. Et des traces d'alumine (Al2O3) ont aussi été trouvées. Un liquide pyrophorique (brûlant au contact de l'air) pourrait être du TMA (triméthylaluminium de formule Al2(CH3)6, souvent abrégé en Al2Me6, (AlMe3)2) pouvant dans ces cas s'être formé à la suite d'une contamination par un chlorure de méthyle contenu dans un réfrigérant de contrefaçon (chlorométhane, CH3Cl) ; ce gaz réfrigère effectivement, mais il réagit avec les conduites d'aluminium du compresseur en formant du triméthylaluminium (liquide à température ambiante). Un temps encouragé car peu directement dangereux pour la couche d'ozone, ce gaz fluoré et frigorigène tend à être remplacé par d'autres gaz comme le R23) en raison du fait que c'est aussi un très puissant gaz à effet de serre. Une « alerte de sécurité » de Lloyds a attiré l'attention sur le fait que sa raréfaction sur les marchés a encouragé des usages frauduleux d'autres gaz risquant de provoquer des explosions. Une piste évoquée concerne des rechargements faites au Viêt Nam ; « Un certain nombre de compagnies maritimes sont au courant du problème et mettent en quarantaine les unités frigorifiques qu'ils soupçonnent contenir des systèmes de réfrigération contaminés ».

## Évaluation des risques et dangers
L'évaluation du risque semble avoir été faite conjointement par plusieurs pays.
Trois expertises au moins ont été commanditées par l'armateur allemand Reederei NSB ; respectivement conduites par Smit Salvage (groupe néerlandais spécialisée dans le sauvetage, par le cabinet LLoyd (Germanischer LLoyd) et (28 août 2012), par une équipe internationale d'experts montée à bord pour échantillonner des résidus dans les cales dégradées par le feu et les explosions et pleines d'eau d'extinction des incendies où des produits se sont déversés et ont pu chimiquement interagir.
En France, le ministère de l'écologie aurait interrogé le CEDRE début août 2012 sur les risques en cas de dispersion dans les eaux ou dans l'air de divers produits toxiques.

## Réactions et débats
Certains observateurs ou acteurs potentiels estiment que dans le cadre de l'application de la directive 2002/59/CE du 27 juin 2002 modifiée, et en France dans le cadre de la procédure et planification ORSEC maritime et conformément au décret du 2 février 2012 et instruction du Instruction du 24 avril 2012 « relatif à l'accueil dans un lieu-refuge d'un navire ayant besoin d'assistance ». La société qui a armé le navire, par la voix de son président (Helmut Ponath), s'est dite (le 9 août 2012) « choquée de voir qu'un navire battant pavillon allemand n'obtenait pas la permission de rallier un port européen ». Ces procédures sont réservées aux accidents maritimes majeurs, situations permettant à l'autorité maritime d'exercer la direction des opérations de secours en mer et de coordonner l'évaluation de la situation d'un navire en difficulté ainsi que des besoins d'assistance. « Dans le cadre de ses attributions de police administrative générale en mer, son autorité s'exerce également à l'égard du capitaine du navire, de son propriétaire, de son exploitant ou de son représentant, auxquels elle a la capacité d'imposer les mesures prescrites à l'article L. 218-72 du code de l'environnement et à l'annexe 4 de la directive 2002/59/CE modifiée. Lorsque le navire fait l'objet d'un contrat d'assistance ou de remorquage, son autorité s'exerce dans les mêmes conditions à l'égard des prestataires, conformément à l'annexe 4 de la directive 2002/59/CE modifiée. »
L'Association française des capitaines de navires (AFCAN) se demande comment et pourquoi « la France pourrait se dérober à son devoir d'assistance en refusant l'accès à un port refuge ». L’AFCAN dénonce aussi « l’absurdité d’être retenu comme port-refuge sans pouvoir obéir à son devoir d’assistance quand l’occasion se présente », en raison selon cette association de « la présence de la base de sous-marins nucléaires » qui s’accommoderait mal du trafic et de l’activité induits par l’accueil du MSC Flaminia ».
L'association Robin des bois, qui a rendu public le transport de PCB, avait avant cela jugé « profondément navrant » que les pays de l'Union européenne soient « incapables de proposer à l'armateur du MSC Flaminia des solutions pour mettre en sécurité le navire, faciliter l'expertise post-accidentelle, transvaser le fioul de propulsion, décharger les conteneurs, pomper et traiter les eaux d'extinction en fond de cales ». Elle demande aussi un « diagnostic radiologique » au motif car « des centaines de conteneurs sont endommagés et l'affréteur du MSC Flaminia (la société MSC), est connu pour transporter occasionnellement des matières radioactives à usage industriel ou médical ».
Mor Glaz (association de défense de la mer basée à Brest) craint le transit du bâtiment par le rail d'Ouessant et le pas de Calais et a demandé au Premier ministre la réunion d'une cellule de crise.
Divers acteurs économiques bretons regrettent que le port de Brest n'ait pas pu servir de refuge au MSC Flaminia, dont la CGT des Marins du Grand-Ouest qui estime que ceci « prive un port compétent de l’occasion de montrer son savoir-faire et de dynamiser l’emploi », de même que les salariés du chantier naval Damen qui voyaient là un chantier de « plus de six mois de travail ».
Des juristes estiment que la France n'avait pas obligation d'ouvrir un port-refuge au navire.